# Jesper Björkman
 (mai 2020).
Pour les articles homonymes, voir Björkman.
Jesper Björkman, né le 29 avril 1993 à Helsingborg en Suède, est un footballeur suédois qui évolue au poste de défenseur central à l'Akropolis IF.

## Biographie

### Débuts professionnels
Natif de Helsingborg en Suède, Jesper Björkman est formé par l'Helsingborgs IF. Il joue son premier match avec l'équipe première le 28 octobre 2012, lors d'un match d'Allsvenskan face au GAIS. Il est titulaire en défense centrale lors de cette rencontre, et se distingue en inscrivant son premier but en professionnel, participant à la victoire de son équipe (1-3).
En 2013, Björkman est prêté pour une saison à l'Ängelholms FF, pour une saison. Le club évolue en Superettan (deuxième division).
Avec le club d'Helsingborg, il dispute un total de 23 matchs en première division, pour un seul but inscrit.

### Gelfe IF
En janvier 2017, Jesper Björkman s'engage en faveur du Gefle IF, club évoluant en Superettan (deuxième division). Le transfert est annoncé dès le mois de décembre 2016.

### AFC Eskilstuna
Le 28 janvier 2019, Jesper Björkman signe un contrat de trois ans à l'AFC Eskilstuna, tout juste promu en Allsvenskan.
Avec cette équipe, il atteint la finale de la Coupe de Suède en 2019, en étant battu par le BK Häcken (défaite 3-0).
Après deux ans à l'AFC Eskilstuna, Jesper Björkman résilie son contrat en décembre 2020 et se retrouve sans club.

### Akropolis IF
Après plusieurs mois, Jesper Björkman retrouve un club, il s'engage le 12 août 2021 à l'Akropolis IF, qui évolue alors dans la Superettan.

## Palmarès
- Finaliste de la Coupe de Suède en 2019 avec l'AFC Eskilstuna